# Sebbe Augustijns
Sebbe Augustijns (3 september 1999) is een Belgische voetballer die doorgaans speelt als centrale verdediger of defensieve middenvelder. Hij doorliep het grootste deel van zijn opleiding bij KV Mechelen en is actief in de Nederlandse Eredivisie bij RKC Waalwijk.

## Clubcarrière
Augustijns begon in de jeugd bij het Nederlandse Willem II en stapte na één seizoen over naar de Belgische eersteklasser Germinal Beerschot, dat later herdoopt werd tot Beerschot AC. Na het faillissement van die laatste club in 2013 stapte hij over naar Waasland-Beveren. Daar werd hij al snel weer opgepikt door KV Mechelen, waar hij de rest van zijn jeugdopleiding voltooide.
Bij aanvang van het seizoen 2019-2020 maakte Augustijns de overstap naar de Nederlandse Eredivisieclub RKC Waalwijk. Op zaterdag 21 september 2019 haalde Augustijns voor het eerst de selectie bij de hoofdmacht van RKC Waalwijk en nam hij plaats op de bank tijdens de uitwedstrijd bij Sparta Rotterdam.
Tijdens de voorbereiding van het seizoen 2020-2021 maakte Augustijns zijn officieuze debuut bij het eerste team van RKC Waalwijk in de wedstrijd tegen AFC Ajax Amsterdam. Officieel kwam Augustijns op 28 oktober 2020 voor het eerst in actie in de KNVB bekercompetitie tegen SC Cambuur en later ook in de Eredivisie na een invalbeurt op het veld van Sc Heerenveen. In drie seizoenen in het Mandemakers Stadion kwam Augustijns tot 22 wedstrijden, waarin hij niet kon scoren.
In de zomer van 2023 verliet Augustijns RKC om in de Keuken Kampioen Divisie te gaan spelen, voor Telstar. Hij verliet deze club en het profvoetbal echter al na een half jaar, omdat hij geen voldoening meer haalde uit het profbestaan. Daarop tekende hij een contract bij het Belgische K Lyra-Lierse en stapte hij in het bedrijf van zijn schoonouders, dat landbouwvoertuigen produceert. In de zomer van 2025 verliet Augustijns Lier omdat voetballen op het hoogste amateurniveau in België niet meer te combineren viel met zijn professionele carrière. Hij trok naar KFC Nieuwmoer. 

## Statistieken[7]
| Seizoen         | Club            | Land            | Competitie               | Competitie | Competitie | Beker | Beker | Totaal | Totaal |
| Seizoen         | Club            | Land            | Competitie               | Wed.       | Dlp.       | Wed.  | Dlp.  | Wed.   | Dlp.   |
| --------------- | --------------- | --------------- | ------------------------ | ---------- | ---------- | ----- | ----- | ------ | ------ |
| 2019/20         | RKC Waalwijk    | Nederland       | Eredivisie               | 0          | 0          | 0     | 0     | 0      | 0      |
| 2020/21         | RKC Waalwijk    | Nederland       | Eredivisie               | 8          | 0          | 1     | 0     | 9      | 0      |
| 2021/22         | RKC Waalwijk    | Nederland       | Eredivisie               | 4          | 0          | 2     | 0     | 6      | 0      |
| 2022/23         | RKC Waalwijk    | Nederland       | Eredivisie               | 6          | 0          | 1     | 0     | 7      | 0      |
| 2023/24         | Telstar         | Nederland       | Keuken Kampioen Divisie  | 19         | 0          | 1     | 0     | 20     | 0      |
| 2023/24         | K Lyra-Lierse   | België          | Tweede afdeling          | 13         | 0          | 0     | 0     | 13     | 0      |
| 2024/25         | K Lyra-Lierse   | België          | Eerste nationale         | 25         | 1          | 3     | 0     | 28     | 1      |
| 2025/26         | KFC Nieuwmoer   | België          | Eerste provinciale Antw. |            |            |       |       |        |        |
| Carrière totaal | Carrière totaal | Carrière totaal | Carrière totaal          | 8          | 0          | 1     | 0     | 9      | 0      |